# Rudolph Dirks
Rudolph Dirks (né le 26 février 1877 à Heide, dans le Schleswig-Holstein et mort le 20 avril 1968  à New York) est un scénariste et dessinateur américain de bande dessinée d'origine allemande.

## Biographie
Rudolph Dirks naît à Heide, en Allemagne, le 26 février 1877. En 1884, la famille Dirks émigre aux États-Unis et s'installe à Chicago dans l'Illinois. 
Dès 1894, il propose ses dessins aux magazines Judge et Life. Son frère aîné, Gus Dirks, et lui, s'installent à New York et ont du travail en tant que dessinateurs ; en 1897, il travaille pour le New York Journal. Le rédacteur en chef, Rudolph Edgar Block, lui demande de créer un strip et Dirks lui amène la série The Katzenjammer Kids (en français, d'abord Les Méfaits des petits Chaperché, puis Pim, Pam et Poum), inspirée de la fameuse Bildergeschichte (histoire en images) Max und Moritz de l'artiste et poète allemand Wilhelm Busch. 
En 1912, Dirks part pour l'Allemagne se consacrer à la peinture. Durant son absence, William Randolph Hearst, propriétaire du journal qui publie le strip, confie celui-ci à un autre dessinateur. Lorsque Dirks revient, il intente un procès à Hearst. La cour décide que Dirks est propriétaire des personnages mais que le titre appartient au journal. Dirks part donc pour le New York World de Joseph Pulitzer et reprend sa série qu'il renomme Hans und Fritz puis The Captain and the Kids. 
Il dessine la série jusqu'en 1958, date à laquelle il prend sa retraite et confie le strip à son fils John Dirks. Il meurt le 20 avril 1968. En 2012, il est inscrit au temple de la renommée Will Eisner par le jury du prix.